# Brett Morris

a Compétitions nationales et continentales officielles uniquement.

b Matchs officiels uniquement.
Brett Morris, né le 26 août 1986 à Kiama, est un joueur de rugby à XIII australien évoluant au poste d'ailier ou d'arrière dans les années 2000 et 2010. Il est l'un des meilleurs marqueurs d'essais de la National Rugby League à laquelle il prend part depuis 2006 sous les couleurs d'une unique franchise les St. George Illawarra Dragons dont il remporte l'édition 2010. Ses performances aux Dragons l'amènent à être appelé en sélection d'Australie à partir de 2009 avec laquelle il dispute le Tournoi des Quatre Nations en 2009 (victoire) et 2010 (finaliste), ainsi que la coupe du monde 2013 où il est un grand artisan au poste d'ailier de la victoire finale avec neuf essais inscrits au cours de l'édition (tout comme Jarryd Hayne) dont deux en finale. Enfin, il est régulièrement sélectionné pour disputer le State of Origin avec la sélection de Nouvelle-Galles du Sud, le City vs Country Origin avec Country, le Match des All Stars de la NRL ou encore le Prime Minister's XIII. Son frère jumeau Josh (actuellement aux Bulldogs) est également joueur de rugby à XIII devenu international australien.

## Biographie
En raison de ses bonnes prestations en National Rugby League lors de la saison 2009 où il termine meilleur marqueur d'essais (avec vingt-cinq essais) pour St. George Dragons, il est sélectionné par l'équipe d'Australie pour le Tournoi des Quatre Nations 2009. Au cours de ce tournoi, il inscrit six essais en quatre matchs dont deux en finale contre l'Angleterre que l'Australie remporte.

## Palmarès
- Collectif :
  - Champion du monde : 2013 (Australie).
  - Vainqueur du Tournoi des Quatre Nations : 2009 (Australie).
  - Vainqueur du World Club Challenge : 2019 et 2020 (Sydney Roosters).
  - Vainqueur de la National Rugby League : 2010 (St. George Illawarra) et 2019 (Sydney Roosters).
- Individuel :
  - Meilleur marqueur d'essais de la Coupe du monde : 2013 (Australie).
  - Meilleur marqueur d'essais de la National Rugby League : 2009 (St. George Illawarra).

## Statistiques

### En club
Depuis ses débuts en 2006 à dix-neuf ans, Brett Morris n'a joué que dans la franchise australienne de St. George Dragons qui dispute la National Rugby League. Il a inscrit 52 essais en 67 matchs dont 25 lors de la saison 2009